# آيت اوفزا (أكودي نالخير)
آيت اوفزا هي إحدى مشيخات المملكة المغربية، تتبع جغرافيا لإقليم أزيلال وإداريًا لأكودي نالخير. يقدر عدد سكانها بـ 2697 نسمة حسب الإحصاء الرسمي للسكان والسكنى لسنة 2004.